# ابراهیم مدی
ابراهیم مدی (انگلیسی: Ibrahim Madi؛ زادهٔ ۱۹ مهٔ ۱۹۹۸) بازیکن فوتبال اهل اتحاد قمر است.
وی همچنین در تیم ملی فوتبال اتحاد قمر بازی کرده‌است.